# Wydział Nauk Ekonomicznych Uniwersytetu Warmińsko-Mazurskiego
Wydział Nauk Ekonomicznych Uniwersytetu Warmińsko-Mazurskiego w Olsztynie – jeden z szesnastu wydziałów Uniwersytetu Warmińsko-Mazurskiego w Olsztynie.

## Historia
W 1994 roku został uruchomiony międzywydziałowy kierunek studiów Zarządzanie i marketing, który wszedł w skład Wydziału Zarządzania powstałego w 1995 r. w wyniku połączenia różnych jednostek uczelni funkcjonujących dotąd na kilku Wydziałach Akademii Rolniczo-Technicznej. 1 września 1999 r. w wyniku połączenia się trzech uczelni wyższych: wspomnianej ART, Wyższej Szkoły Pedagogicznej i Warmińskiego Instytutu Teologicznego powstał Uniwersytet Warmińsko-Mazurski, co skutkowało również połączeniem odrębnych jednostek tych uczelni. I tak Instytut Prawa i Administracji Wydziału Humanistycznego przekształcanej WSP, został włączony w struktury Wydziału Zarządzania byłej ART. W wyniku tego Wydział przyjął nową nazwę Wydział Zarządzania i Administracji, gdzie odbywało się kształcenie na dwóch kierunkach: Zarządzanie i Marketing oraz Administracja.
1 września 2001 r. nastąpiło przekształcenie Instytutu Prawa i Administracji w odrębny Wydział Prawa i Administracji. Na skutek tego Wydział Zarządzania i Administracji powrócił do swojej poprzedniej nazwy - Wydział Zarządzania oraz do jednego kierunku nauczania. 1 stycznia 2004 roku Wydział przyjął nową nazwę Wydział Nauk Ekonomicznych, a 1 października tegoż roku uruchomiono drugi kierunek - Ekonomię. W 2007 r. dokonano również zmiany nazwy kierunku Zarządzanie i marketing na Zarządzanie. Od 2008 WNE zlokalizowany został w nowej siedzibie. Z Wydziału kształcącego na studiach licencjackich na jednym kierunku studiów stał się Wydziałem, który kształci studentów na dwóch kierunkach – ekonomia i zarządzanie na poziomie magisterskim. W 2011 r. został uruchomiony kierunek – Zarządzanie i inżynieria produkcji, natomiast w 2024 roku uruchomiono kierunek – Logistyka.
25 września 2006 roku Wydział uzyskał prawa akademickie do nadawania stopnia naukowego doktora nauk społecznych w dyscyplinie ekonomia. 22 czerwca 2015 Wydziałowi przyznano uprawnienia do nadawania stopnia doktora habilitowanego nauk społecznych w dyscyplinie ekonomia.

## Kierunki kształcenia
Dostępne kierunki:
- Ekonomia (studia I i II stopnia)
- Zarządzanie (studia I i II stopnia)
- Zarządzanie i inżynieria produkcji (studia I stopnia)
- Logistyka (studia I stopnia)

## Władze Wydziału
W kadencji 2024–2028:
| Stanowisko                 | Imię i nazwisko             |
| -------------------------- | --------------------------- |
| Dziekan                    | dr hab. Krzysztof Krukowski |
| Prodziekan ds. kształcenia | dr Tomasz Wierzejski        |
| Prodziekan ds. studenckich | dr Marek Siemiński          |

## Struktura organizacyjna

### Instytut Ekonomii i Finansów
Dyrektor: dr hab. Wiesława Lizińska
- Katedra Finansów
- Katedra Konkurencyjności Gospodarki
- Katedra Polityki Gospodarczej
- Katedra Rynku i Konsumpcji
- Katedra Teorii Ekonomii

### Instytut Nauk o Zarządzaniu i Jakości
Dyrektor: dr hab. Marian Oliński